# Leif Esper Andersen
Leif Esper Andersen (* 6. Januar 1940 in Borup; † 7. März 1979) war ein dänischer Lehrer, Maler, Bildhauer und Verfasser von Jugendbüchern.
1971 erschien mit Hexenfieber (Heksefeber) sein Debütroman, der auch sein bekanntestes Werk darstellte. Es erhielt den Jugendbuchpreis des Dänischen Lehrerverbandes und kam auf die Ehrenliste zum Hans-Christian-Andersen-Preis, ebenso stand es auf der Auswahlliste zum Deutschen Jugendliteraturpreis.

## Bibliografie
- 1972: Overfaldet på bopladsen
- 1973: Heksefeber (Hexenfieber)
- 1975: Fremmed
- 1976: En stranding
- 1976: Hakkedrenge
- 1977: Tines godnathistorier : om Tine der lignede en Torvald og var en Rasmus
- 1977: Vi kan jo snakke om det
- 1978: De ska ikke tro, du er noget
- 1979: Træl og fri
- 1982: Kongens bedste mand